# Cumba (distrito)
Cumba é um distrito peruano localizado na Província de Utcubamba, departamento Amazonas. Sua capital é a cidade de Cumba.

## Transporte
O distrito de Cumba não é servido pelo sistema de estradas terrestres do Peru.